# 天悅站

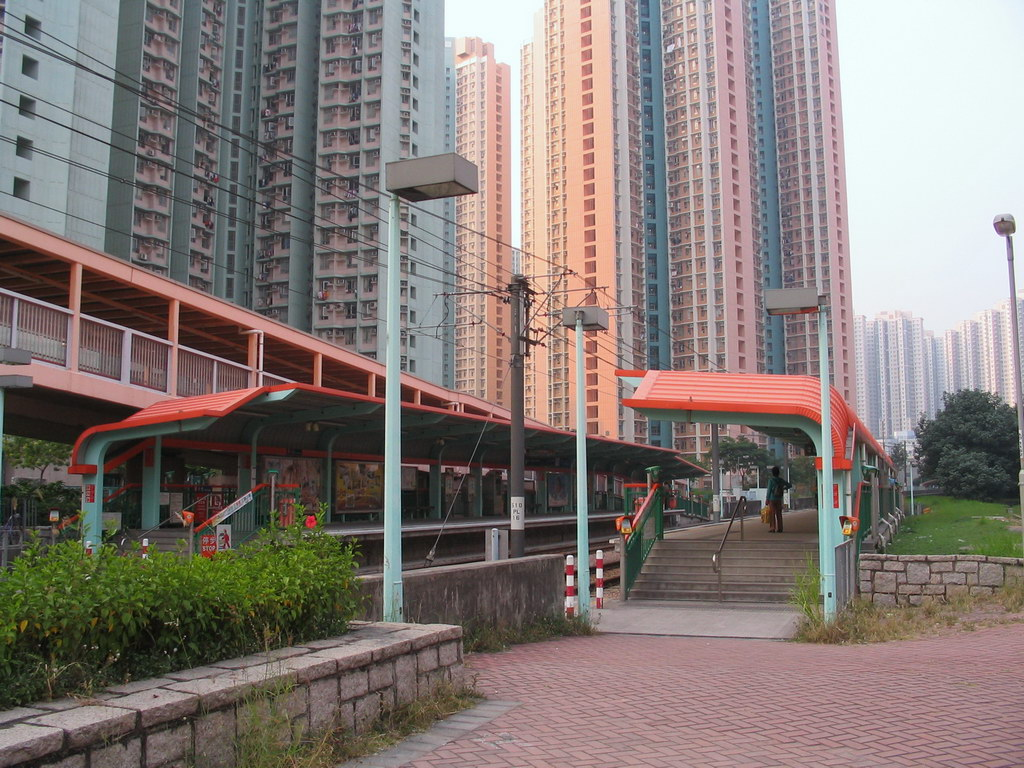
兩鐵合併前的天悅站

天悅站（英語：Tin Yuet Stop）(別名:天晴站）是香港輕鐵車站，車站編號是510，屬於單程車票第5A收費區。此站位於香港新界元朗天水圍的天華路近天城路天悅邨和天晴邨之間，為天悅、天晴及周邊地區居民提供服務。

## 車站結構

### 車站樓層
| 地面              | 出口 | 天悅邨、天富苑 |   |  |
| 地面              | 月台 | \| 側式 · 開左邊车门 \| \| \| \| \| \| \| \| 輕鐵705綫天水圍循環綫（天秀） \| 1 \| \| \| \| 2 \| 輕鐵706綫天水圍循環綫（天榮） \| \| \| \| 側式 · 開左邊车门 \| \| \| \| \| |   |  |
| 地面              | 出口 | 天晴邨 |   |  |
| 側式 · 開左邊车门 |      | |   |  |
|                   |      | 輕鐵705綫天水圍循環綫（天秀） | 1 |  |
|                   | 2    | 輕鐵706綫天水圍循環綫（天榮） |   |  |
| 側式 · 開左邊车门 |      | |   |  |

## 車站周邊
- 天富苑
- 天悅邨
- 天晴邨
- 天晴商場
- 天晴社區會堂
- 元朗民政事務處天晴社區會堂
- 天悅服務設施綜合大樓
- 金巴崙長老會耀道小學
- 香港青年協會李兆基書院

## 使用情況
由於此站毗連天悅邨及天晴邨，而且港鐵巴士K76無法途經這裏，因此在平日早上繁忙時開人流極高。尤其2號月台，只要706綫等待時間長便人山人海。

## 相關新聞
- 2011年5月8日，一列706綫的輕鐵列車在天悅站附近遭一輛貨櫃車攔腰相撞，導致列車第一節出軌。意外造成23人受傷，以及鐵路的供電系統及路軌損毀。事後，天恆站至天悅站四個輕鐵站服務受阻，輕鐵705及706號線需作臨時改道[1]。

## 外部連結
- 港鐵公司 - 輕鐵及巴士服務 - 輕鐵街道圖 （页面存档备份，存于）
- 港鐵公司 - 輕鐵及巴士服務 - 輕鐵行車時間表 （页面存档备份，存于）
- 港鐵公司 - 輕鐵及巴士服務 - 輕鐵轉乘優惠 （页面存档备份，存于）
- 港鐵公司 - 輕鐵及巴士服務 - 所有輕鐵街道圖（14張） （页面存档备份，存于）
- 香港鐵路大典上的相关条目：天悅站